# Ondino Viera
Ondino Viera (10 września 1901 w Montevideo – zm. 27 czerwca 1997 tamże) – piłkarz, a od 1932 trener urugwajski. Ojciec Miltona Viery.
Jako trener Viera pracował w Argentynie (w River Plate), Brazylii (w Fluminense FC i CR Vasco da Gama), Paragwaju (w Guaraní) i Urugwaju (w Nacional - 1933 i 1955–1957)). Będąc selekcjonerem reprezentacji Urugwaju wziął udział w finałach mistrzostw świata w 1966 roku, gdzie doprowadził Urugwaj do ćwierćfinału.
Choć jako piłkarz był świetnym technikiem, jako trener preferował grę destrukcyjną, toteż uważany jest za zwolennika tzw. antyfutbolu, i to w najgorszym znaczeniu tego słowa.